# Centre d'aguerrissement
Au sein de l'Armée de terre française, un centre d'aguerrissement est un centre d'entraînement ayant pour vocation de former les troupes de passage à un certain type de combat (zone urbaine, montagne), ou un environnement particulier (centres d'aguerrissement outre-mer).
Ces formations, souvent modulaires et adaptables en fonction de l'unité, sont à base de renforcement de la condition physique, d'apprentissage de techniques particulières (techniques de combat commando, techniques d'évolution en montagne, etc.) par des cours adaptés : tirs spécifiques (en pirogue, avec de forts dénivelés, etc.), déplacement (en fonction du terrain), vie en campagne adaptée à l'environnement, etc.
Ces stages sont effectués en unités constituées (sections ou compagnies) au cours de missions de courte durée (MCD) de 4 mois, pour les centres outre-mer, ou au cours des cycles de formation de base en métropole. Les écoles militaires françaises, comme l'ESM, l'EMIA ou l'ENSOA, y effectuent régulièrement des périodes afin d'entraîner leurs élèves.

## Liste des centres d'aguerrissement

### Métropole
- Complexe d'aguerissement des Alpes composé de 
  - Centre national d'aguerrissement en montagne (CNAM) Briançon (Hautes-Alpes)
  - Centre d'instruction et d'entraînement au combat montagne (CIECM) de Barcelonnette
- Centre de vol en montagne (CVM) Saillagouse (Pyrénées-Orientales)
- Centre national d'entraînement commando (CNEC) Mont-Louis (Pyrénées-Orientales)
- Centre d'entraînement aux actions en zone urbaine (CENZUB) au Camp de Sissonne (Aisne)

### Outre-mer et étranger
- Centre d'entraînement au combat d'Arta Plage à Djibouti (13e DBLE)

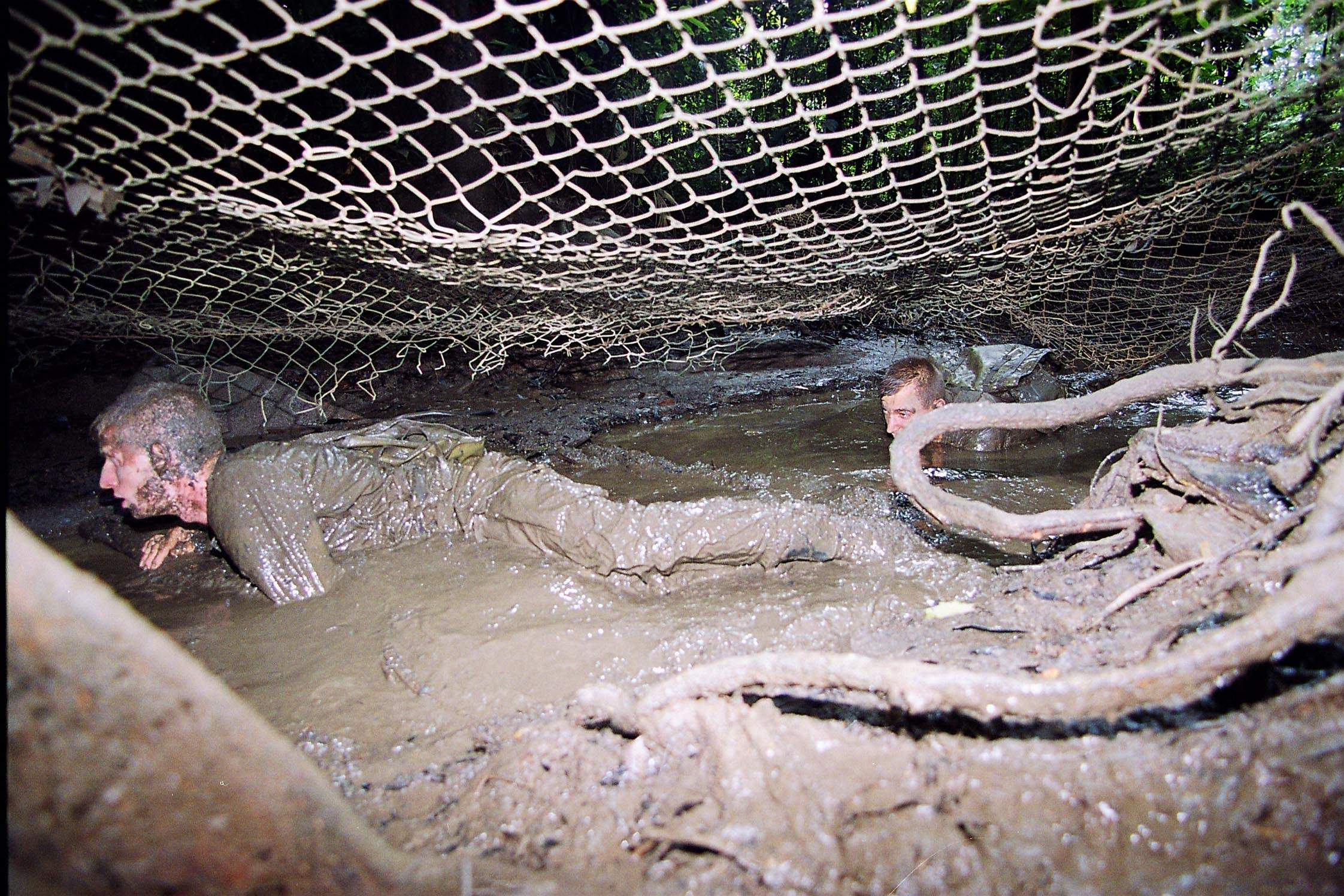
Centre guyanais

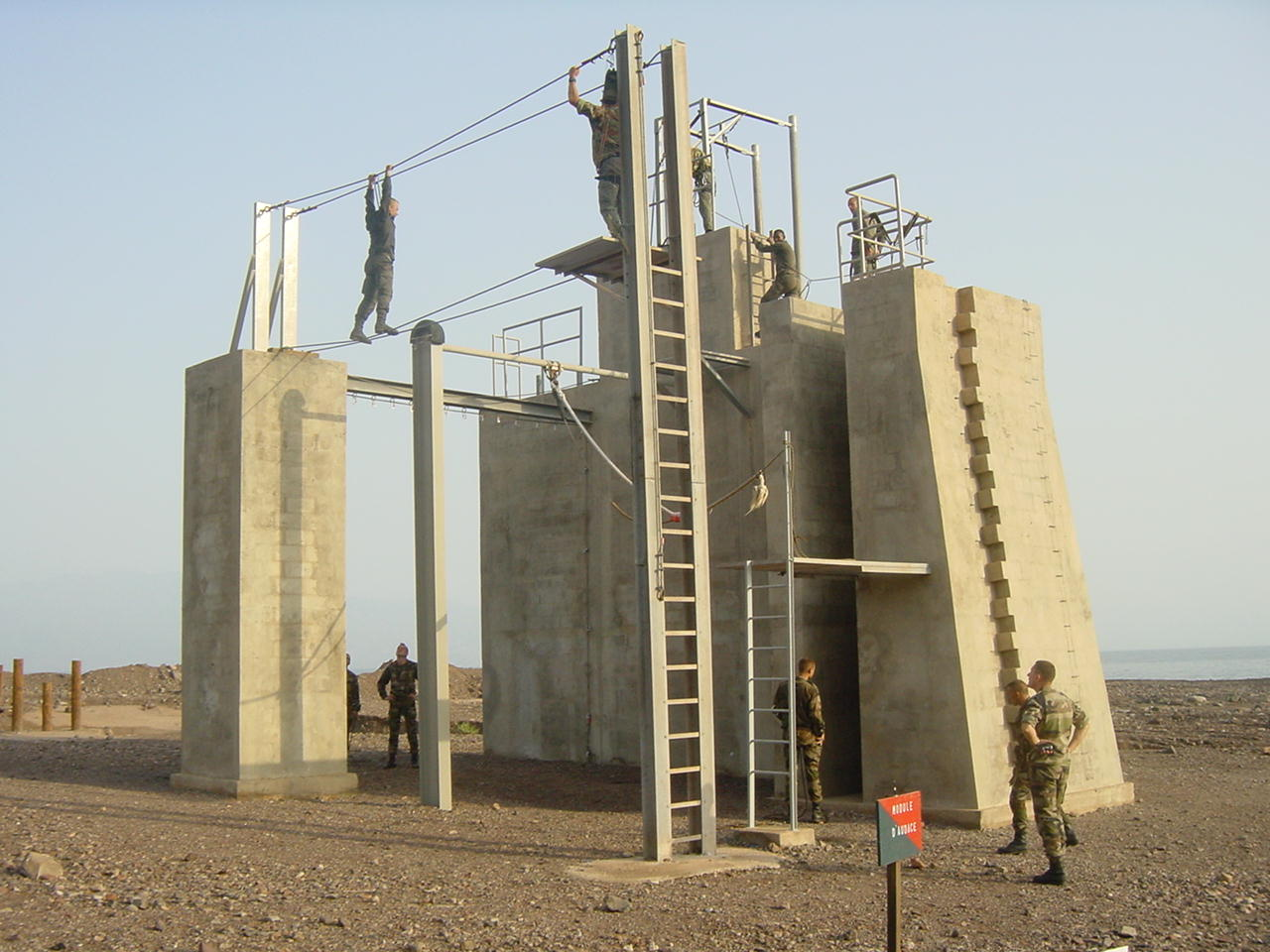
Bloc d'escalade au CECAP

- Centre d'aguerrissement et d'instruction au désert de Djibouti (CAIDD) à Djibouti (5e RIAOM)
- Centre d'entraînement à la forêt équatoriale en Guyane
- Centre d'entraînement commando en forêt équatoriale du Gabon (CEC FOGA) au Gabon
- Centre d'entrainement commando en milieu aquatique du Gabon (CEC MAGA) au Gabon
- Centre d'aguerrissement en milieu lagunaire en Côte d'Ivoire
- Centre d'aguerrissement outre-mer et de l'étranger (CAOME) du Sénégal
- Centre d'aguerrissement tropical de La Réunion
- Centre Nautique de Mayotte
- Centre d’aguerrissement Outre-mer et Étranger de Tahiti
- Centre d'instruction nautique commando (Nouméa)
- Centre d’aguerrissement des Antilles - vie en forêt et mangrove (Martinique)